# Symphysanodon
Symphysanodon är ett släkte av fiskar. Symphysanodon ingår i familjen Symphysanodontidae.
Arterna förekommer i Indiska oceanen, i Stilla havet och i Atlanten kring Amerika. Det vetenskapliga namnet är bildat av de grekiska orden symphysis (sammanvuxen), an (utan) och odous (tänder).
Symphysanodon är enda släktet i familjen Symphysanodontidae.
Arter enligt Catalogue of Life:
- Symphysanodon andersoni
- Symphysanodon berryi
- Symphysanodon disii
- Symphysanodon katayamai
- Symphysanodon maunaloae
- Symphysanodon mona
- Symphysanodon octoactinus
- Symphysanodon parini
- Symphysanodon pitondelafournaisei
- Symphysanodon rhax
- Symphysanodon typus

Den 2017 ny beskrivna arten Cymatognathus aureolateralis som är ensam i sitt släkte ska infogas i familjen.